# Ilex micrococca
Ilex micrococca är en järneksväxtart som beskrevs av Carl Maximowicz. Ilex micrococca ingår i släktet järnekar, och familjen järneksväxter. Utöver nominatformen finns också underarten I. m. luteocarpa.